# Championnats du monde de patinage artistique 1929
Navigation
Mondiaux 1928 Mondiaux 1930
Les championnats du monde de patinage artistique 1929 ont lieu du 2 au 3 février 1929 à la patinoire extérieure du parc Városliget de Budapest en Hongrie pour les Dames et les Couples, et du 4 au 5 mars 1929 au Westminster Ice Club de Londres au Royaume-Uni pour les Messieurs.  

## Podiums
| Épreuves                      | Or                         | Argent                         | Bronze                         |
| ----------------------------- | -------------------------- | ------------------------------ | ------------------------------ |
| Messieurs résultats détaillés | Gillis Grafström           | Karl Schäfer                   | Ludwig Wrede                   |
| Dames résultats détaillés     | Sonja Henie                | Fritzi Burger                  | Melitta Brunner                |
| Couples résultats détaillés   | Lilly Scholz / Otto Kaiser | Melitta Brunner / Ludwig Wrede | Olga Orgonista / Sándor Szalay |

## Tableau des médailles
| Rang  | Nation   | Or | Argent | Bronze | Total |
| ----- | -------- | -- | ------ | ------ | ----- |
| 1     | Autriche | 1  | 3      | 2      | 6     |
| 2     | Norvège  | 1  | 0      | 0      | 1     |
| 2     | Suède    | 1  | 0      | 0      | 1     |
| 4     | Hongrie  | 0  | 0      | 1      | 1     |
| Total | Total    | 3  | 3      | 3      | 9     |

## Détails des compétitions

### Messieurs
| Rang | Nom              | Nation      | Places | Points | Fig. impo. | Prog. libre |
| ---- | ---------------- | ----------- | ------ | ------ | ---------- | ----------- |
| 1    | Gillis Grafström | Suède       | 6      | 353.15 |            |             |
| 2    | Karl Schäfer     | Autriche    | 10     | 346.50 |            |             |
| 3    | Ludwig Wrede     | Autriche    | 16     | 323.70 |            |             |
| 4    | John Page        | Royaume-Uni | 24     | 312.70 |            |             |
| 5    | Hugo Distler     | Autriche    | 25     |        |            |             |
| 6    | Marcus Nikkanen  | Finlande    | 26     |        |            |             |
| 7    | Ian Bowhill      | Royaume-Uni | 32     |        |            |             |

### Dames

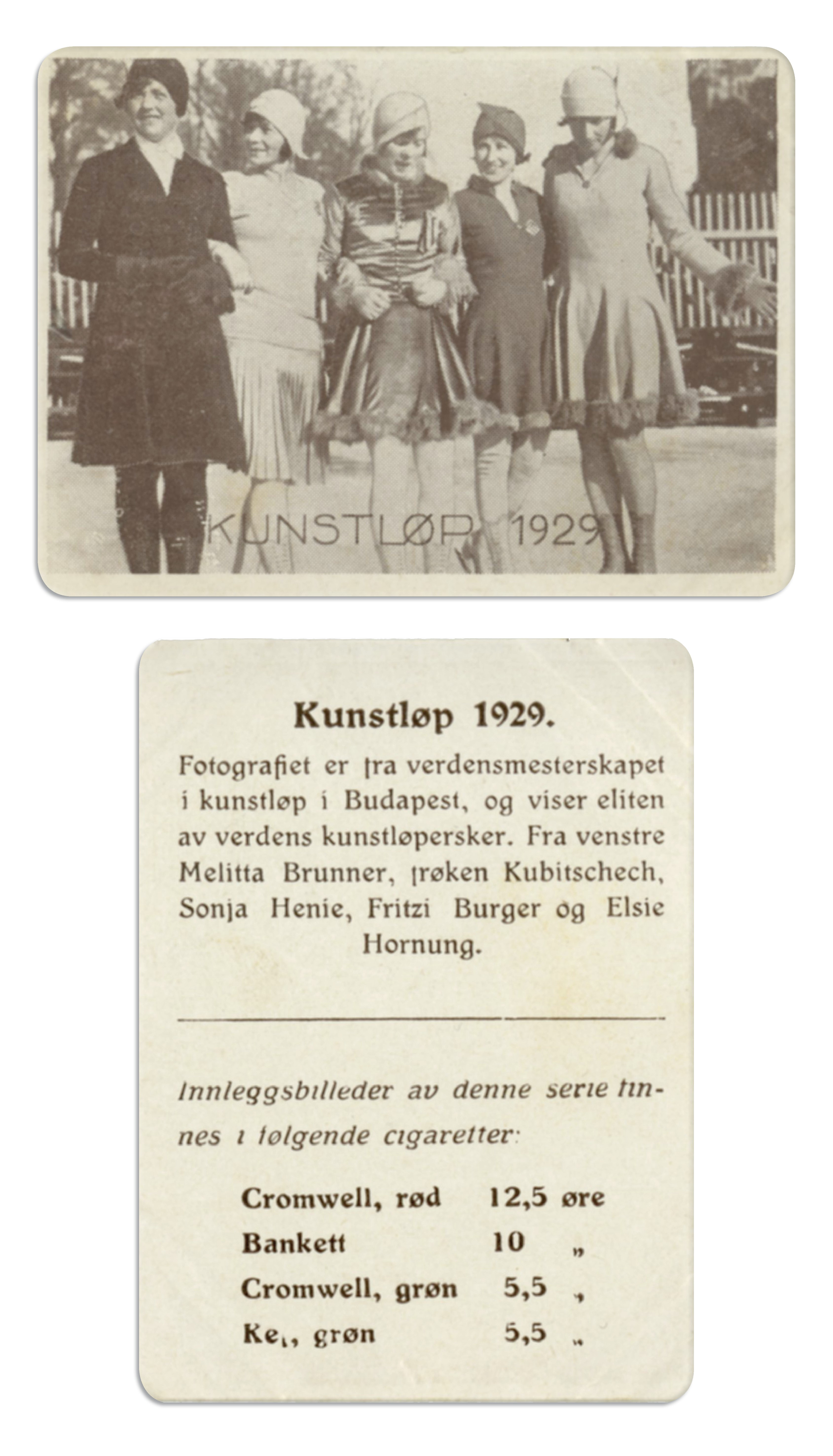
Les cinq premières de l'épreuve féminine (de gauche à droite) : Melitta Brunner (bronze), Grete Kubitschek (5e), Sonja Henie (or), Fritzi Burger (argent) et Ilse Hornung (4e)

| Rang | Nom                    | Nation   | Places | Points | Fig. impo. | Prog. libre |
| ---- | ---------------------- | -------- | ------ | ------ | ---------- | ----------- |
| 1    | Sonja Henie            | Norvège  | 5      | 280.40 |            |             |
| 2    | Fritzi Burger          | Autriche | 12     | 259.25 |            |             |
| 3    | Melitta Brunner        | Autriche | 13     | 254.65 |            |             |
| 4    | Ilse Hornung           | Autriche | 20     | 236.10 |            |             |
| 5    | Grete Kubitschek       | Autriche | 26     | 216.65 |            |             |
| 6    | Yvonne de Ligne-Geurts | Belgique | 29     | 208.50 |            |             |

### Couples
| Rang | Nom                                    | Nation          | Places | Points |
| ---- | -------------------------------------- | --------------- | ------ | ------ |
| 1    | Lilly Scholz / Otto Kaiser             | Autriche        | 6      | 11.25  |
| 2    | Melitta Brunner / Ludwig Wrede         | Autriche        | 13     | 10.75  |
| 3    | Olga Orgonista / Sándor Szalay         | Hongrie         | 18     | 10.30  |
| 4    | Gisela Hochhaltinger / Otto Preißecker | Autriche        | 21.5   | 10.35  |
| 5    | Emília Rotter / László Szollás         | Hongrie         | 21.5   | 10.30  |
| 6    | Else Hoppe / Oscar Hoppe               | Tchécoslovaquie | 25     | 10.05  |
| 7    | Maria Schwendtbauer / Gustav Aichinger | Allemagne       | 35     | 8.30   |